# Montalenghe
Montalenghe (Montalenghe in piemontese) è un comune italiano di 970 abitanti della città metropolitana di Torino in Piemonte, situato nella parte centrale del Canavese, a pochi chilometri a sud di Ivrea e a breve distanza dal lago di Candia e dall'autostrada Torino-Aosta.

## Origini del nome
Il suo nome deriva dall'unione di monte con il patronimico germanico Adeling o Allo, oppure, secondo un'altra interpretazione, dal termine originario Montislega locus silvestris, letteralmente "abitato disteso a lingue in luogo boscoso".

## Storia

### Simboli
Lo stemma comunale e il gonfalone sono stati concessi con decreto del presidente della Repubblica del 25 novembre 2019.
(D.P.R. 25/11/2019)
Un precedente stemma che rappresentava tre monti, era in uso dal 1980 ma non era mai stato ufficializzato. Quando nel 2018, il Comune iniziò le pratiche per la sua registrazione, la cittadinanza scelse con un referendum di accostare alle montagne il cedro dell'Atlante, una pianta esistente a Montalenghe vecchia di trecento anni, riconosciuta come albero monumentale dalla Regione Piemonte.
Il gonfalone è un drappo partito di bianco e di azzurro.

## Monumenti e luoghi d'interesse
- Chiesa di San Pietro: del XIII secolo rimaneggiata verso la fine del XIX secolo.
- Chiesa della Beata Vergine delle Grazie: attuale chiesa parrocchiale, risale al 1760.
- Il Castelvecchio (detto anche Castellazzo), antico castello situato sulla cresta collinare sovrastante il paese, realizzato presumibilmente tra il XI e il XII secolo, di cui oggi restano le rovine.
- Il cosiddetto Castello, una villa settecentesca, ora sede della Fraternità San Pio X, con un vasto parco nel cuore del paese, che conserva un cedro del Libano tra i più alti e vecchi d'Italia, con i suoi 300 anni e più di vita.
- La Cooperativa, fondata nel 1957 e fallita otto anni più tardi, che si inserisce nell'ambito delle iniziative promosse da Adriano Olivetti per favorire la cooperazione e una giusta ridistribuzione del lavoro e dei profitti.
- Pera del Vais: un masso erratico conficcato nella terra in mezzo ai boschi e giunto fino a qui durante l'ultima glaciazione. La sua forma, addolcita, è da sempre usata come scivolo, tant'è che un lato di essa è assai lucido.

## Società

### Evoluzione demografica
Abitanti censiti

## Amministrazione
Di seguito è presentata una tabella relativa alle amministrazioni che si sono succedute in questo comune.
| Periodo           | Periodo           | Primo cittadino        | Partito                            | Carica  | Note  |
| ----------------- | ----------------- | ---------------------- | ---------------------------------- | ------- | ----- |
| 28 febbraio 1989  | 13 giugno 1994    | Arnaldo Tonso          | -                                  | Sindaco | [ 9 ] |
| 13 giugno 1994    | 25 maggio 1998    | Walter Romano Peaquin  | -                                  | Sindaco | [ 9 ] |
| 25 maggio 1998    | 28 maggio 2002    | Walter Romano Peaquin  | centro-sinistra                    | Sindaco | [ 9 ] |
| 28 maggio 2002    | 3 aprile 2004     | Giuseppe Leva          | centro-sinistra                    | Sindaco | [ 9 ] |
| 5 aprile 2005     | 30 marzo 2010     | Valerio Camillo Grosso | lista civica                       | Sindaco | [ 9 ] |
| 30 marzo 2010     | 1º giugno 2015    | Valerio Camillo Grosso | lista civica                       | Sindaco | [ 9 ] |
| 1º giugno 2015    | 22 settembre 2020 | Valerio Camillo Grosso | lista civica Montalenghe insieme   | Sindaco | [ 9 ] |
| 22 settembre 2020 | in carica         | Franca Rita Ladu       | lista civica Uniti per Montalenghe | Sindaco | [ 9 ] |

## Galleria d'immagini

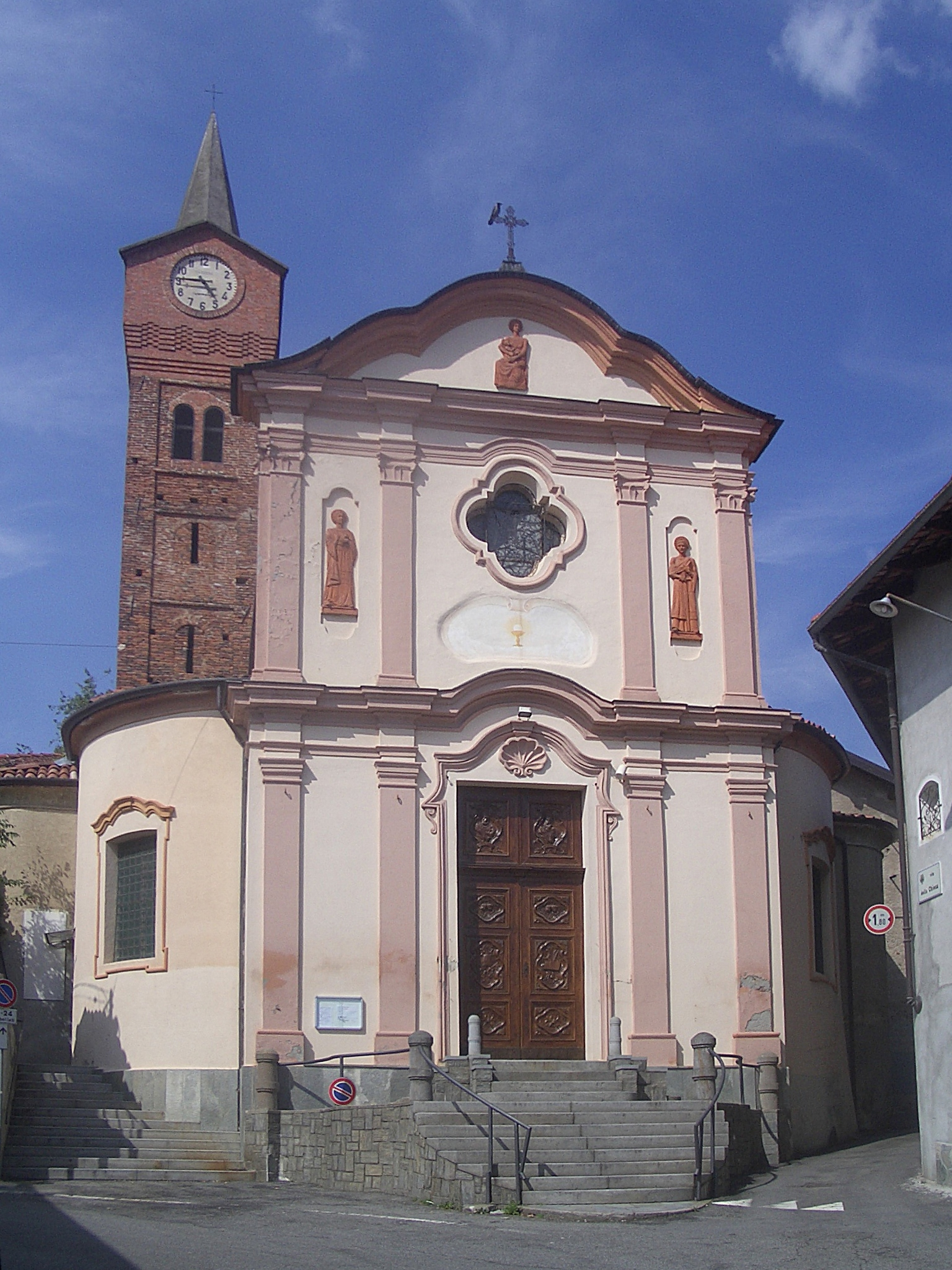
Chiesa parrocchiale della Beata Vergine delle Grazie
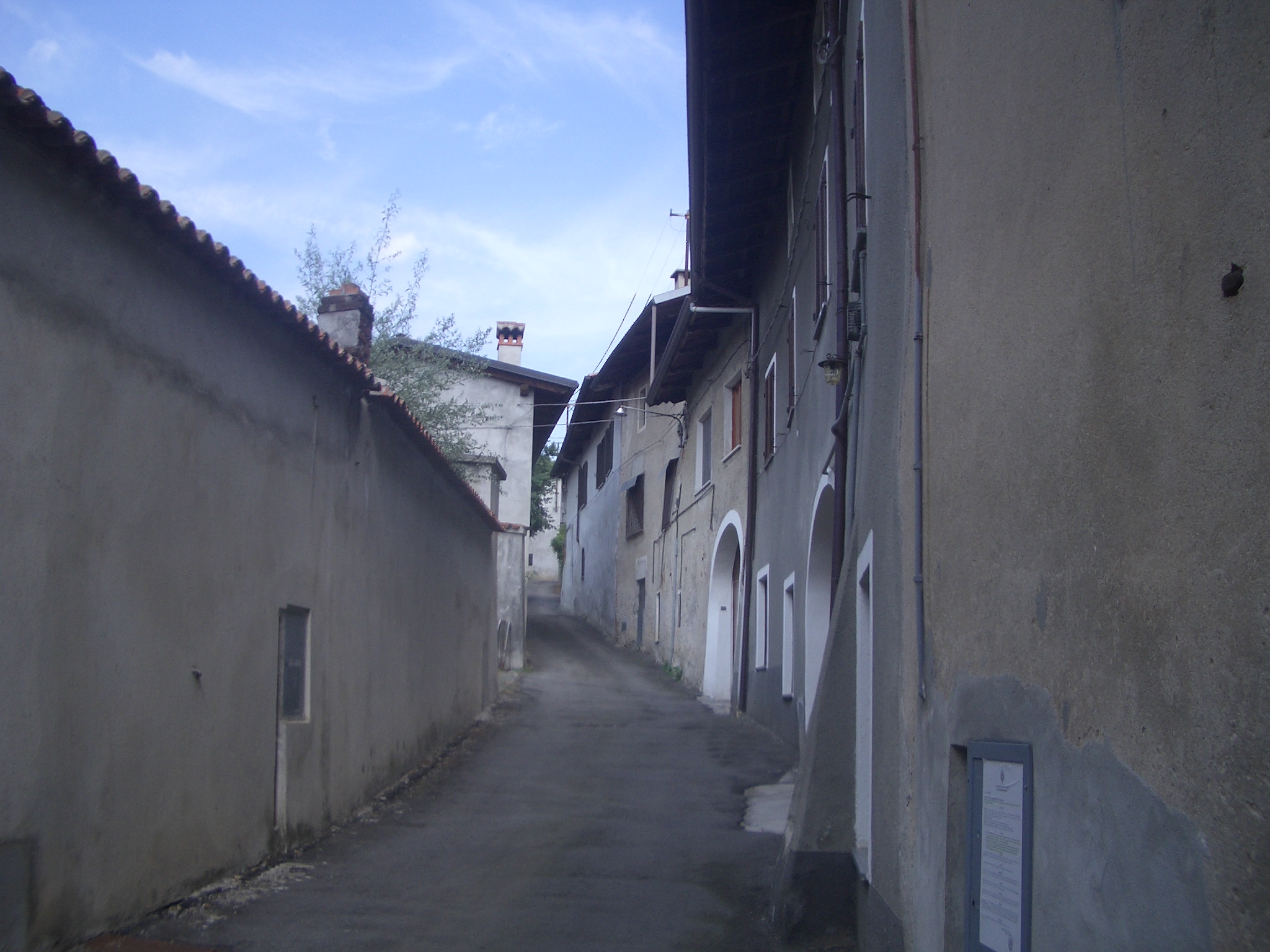
Una via del paese
Stemma comunale arcaico, in uso fino ad agosto 2020; rimane in vigore il motto AD MONTES LENTE SED SECURIUS